# タクトタイム
タクトタイム（英語: takt time)とは、製造における、生産工程の均等なタイミングを図る工程作業時間を意味する和製英語。ラインタクト（line takt）ともいう。指揮者がタクトを用いて演奏の拍子取りをして均等なタイミングを図る事が語源。稼働時間（労働時間）を生産計画台数で除した値。単列式ラインでは作業者1人が製造品1台を作業する時間、二列式ラインでは作業者1人が製造品2台を作業する時間。